# Albert Moll
Albert Moll, född 4 maj 1862 i Polnisch Lissa, provinsen Posen, död 23 september 1939 i Berlin, var en tysk läkare och psykolog.

## Biografi

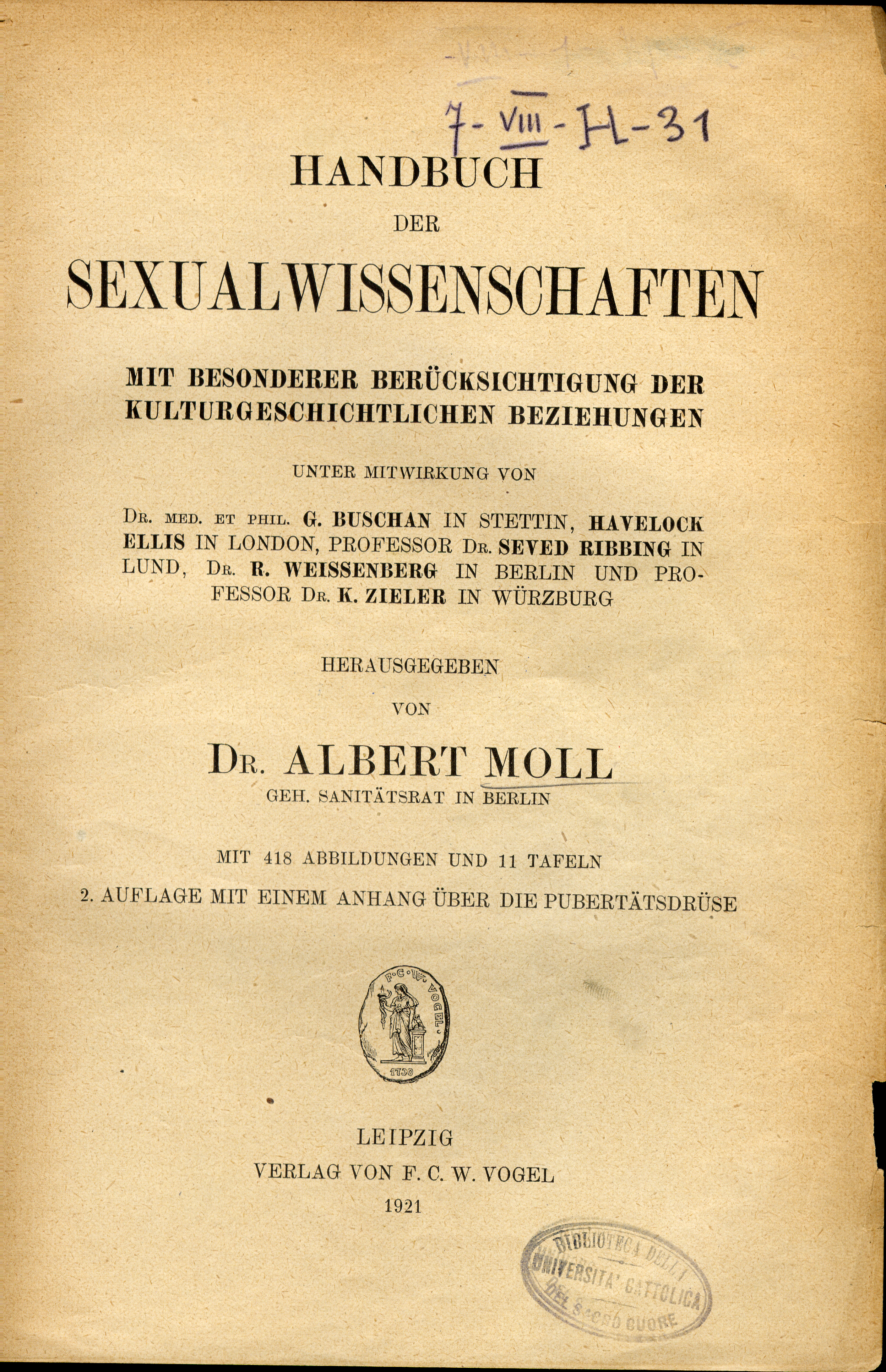
Handbuch der Sexualwissenschaften, 1921

Moll var sanitetsråd och praktiserande läkare i Berlin. Han är framför allt känd som hypnotisör och författare till Der Hypnotismus (1889) och Der Rapport in der Hypnose (1892). I sina skrifter står han närmast Nancyskolan. Enligt honom är det framför allt det psykiska momentet, suggestionen, som är verksamt i alla de metoder som åstadkommer hypnos; det specifika för det hypnotiska tillståndet är den stegrade suggestibiliteten. 
År 1902 utgav Moll ett stort arbete, Ärztliche Ethik, som behandlar läkarens plikter under olika förhållanden. Dessutom ägnade han sig åt sexologi, om vilket hans arbeten Die conträre Sexualempfindung och Handbuch der Sexualwissenschaft (1912; utgiven under medverkan av bland andra Seved Ribbing) bär vittne. Från 1909 utgav han regelbundet Zeitschrift für Psychotherapie und medizinische Psychologie.